# جايمي كوردوبا
جايمي كوردوبا (بالإسبانية: Jaime Córdoba)‏ (7 مايو 1988 بكالي في كولومبيا - ) هو لاعب كرة قدم كولومبي في مركز الوسط. لعب مع أتلتيكو جونيور وأتلتيكو ناسيونال وأمريكا دي كالي.

## وصلات خارجية
- جايمي كوردوبا على موقع قاعدة بيانات كرة القدم.إي يو (الإنجليزية)